# Mangano-mangani-ungarettiite
La mangano-mangani-ungarettiite (simbolo IMA: Mmu) è un raro minerale del supergruppo dell'anfibolo, all'interno del quale viene collocato nel "gruppo degli anfiboli con W(O)-dominante" e da lì ai minerali in attesa di assegnazione definitiva al "gruppo contenente la radice kaersutite nel nome"; essendo un anfibolo, appartiene agli inosilicati e pertanto alla famiglia minerale dei "silicati"; possiede composizione chimica NaNa2(Mn2+2Mn3+3)Si8O22O2.

## Etimologia e storia
Il minerale è stato scoperto all'interno della miniera di "Hoskins" presso Grenfell (nel Nuovo Galles del Sud, in Australia) e chiamato ungarettiite in onore di Luciano Ungaretti (Cherso, 1942 - Pavia, 2001), professore di mineralogia presso l'università di Pavia in riconoscimento dei suoi studi sui silicati.
In seguito alla revisione della nomenclatura degli anfiboli del 2012 l'ungarettiite è stata riclassificata, in quanto uno dei membri finali del gruppo degli ossi-anfiboli avente il termine W (della formula generale degli anfiboli AB2C5T8O22W2) rappresentato dall'anione O2– e caratterizzato dai cationi Mn2+ e Mn3+ che si definiscono con i suffissi mangano- (Mn2+) e mangani- (Mn3+) in mangano-mangani-ungarettiite.

## Classificazione
Nella classica nona edizione della sistematica dei minerali di Strunz, aggiornata dall'Associazione Mineralogica Internazionale (IMA) fino al 2009, la mangano-mangani-ungarettiite è chiamata col vecchio nome ungarettiite e si trova nella classe "9. Silicati (germanati)" e da lì nella sottoclasse "9.D Inosilicati"; questa viene suddivisa più finemente in modo tale che la mangano-mangani-ungarettiite possa essere trovata nella sezione "9.DE Inosilicati con catene doppie di periodo 2, Si4O11; clinoanfiboli" dove forma il sistema nº 9.DE.25.
Tale classificazione resta invariata anche nell'edizione successiva, proseguita dal database "mindat.org" e chiamata Classificazione Strunz-mindat.
Nella Sistematica dei lapis (Lapis-Systematik) di Stefan Weiß la mangano-mangani-ungarettiite si trova nella classe dei "silicati" e nella sottoclasse degli "inosilicati"; qui il minerale si trova nella sezione di quelli che hanno struttura "[Si4O11] a due bande 6-; gruppo degli anfiboli; anfiboli alcalini" dove forma il sistema nº VIII/F.08.
Anche la classificazione dei minerali secondo Dana, usata principalmente nel mondo anglosassone, elenca la mangano-mangani-ungarettiite nella famiglia dei silicati; qui è nella classe degli "inosilicati: catene doppie non ramificate, W=2" e nella sottoclasse degli "inosilicati: catene doppie non ramificate, configurazione anfibolo W=2" dove forma il "gruppo 4, anfiboli di sodio" con il numero di sistema 66.01.03c.

## Abito cristallino
La mangano-mangani-ungarettiite cristallizza nel sistema monoclino nel gruppo spaziale C2/m (gruppo nº 12) con i parametri reticolari a = 9,885(5) Å, b = 18,031(6) Å, c = 5,296(2) Å e β = 105,87(6)°.

## Origine e giacitura
La mangano-mangani-ungarettiite è stata trovata in rocce di silicato e ossido di manganese associata a braunite, minerali del sottogruppo del clinopirosseno, norrishite, quarzo e serandite, ma rinviene anche all'interno di scisti metamorfici stratiformi composti da ossidi, silicati di manganese e carbonati contenenti manganese associati a metadiaspri, metabasalti e metacalcari.
La mangano-mangani-ungarettiite è molto rara ed è stata trovata solo nella sua località tipo, la miniera di "Hoskins" (33.89583°S 148.12278°E) nel Nuovo Galles del Sud (in Australia) e nella miniera di "Woods", anch'essa nel Nuovo Galles del Sud; ritrovamenti anche nella cava di "Caspar" a Ettringen (in Renania-Palatinato, Germania).

## Forma in cui si presenta in natura
La mangano-mangani-ungarettiite si presenta in grani prismatici aciculari, lucenti, ma anche come aggregati feltrati di grani allungati. La lucentezza è vitrea e il colore va dal rosso ciliegia al rosso molto scuro, mentre il colore del suo striscio è bianco rosato pallido.

## Minerali correlati
La potassic-mangano-mangani-ungarettiite è un anfibolo ancora non approvato dall'Associazione Mineralogica Internazionale con composizione chimica Na2(Mn2+2Mn3+3)Si8O22O2; come la mangano-mangani-ungarettiite fa parte degli anfiboli con w(O)-dominante ed è in attesa di assegnazione definitiva al gruppo che ha la radice kaesutite nel nome. È caratterizzata dall'avere il potassio dominante in posizione A, anziché il sodio.